# イーメイ・ウドカ
イーメイ・サンデイ・ウドカ（Ime Sunday Udoka, 1977年8月9日 - ）は、ナイジェリアの元プロバスケットボール選手であり、現在は指導者。アメリカ合衆国オレゴン州ポートランド出身。NBAのヒューストン・ロケッツでヘッドコーチを務めている。現役時代のポジションはスモールフォワード。

## 経歴
ポートランド州立大学を卒業後、ウドカのキャリアはNBAデベロップメント・リーグのチャールストン・ロウガトーズ（現：フロリダ・フレイム）で始まった。
2004年1月14日、ロサンゼルス・レイカーズと契約したがすぐに放出された。再びDリーグに戻ったウドカはフォートワース・フライヤーズでプレイし、試合平均17.1得点6.2リバウンドの成績を残した。
2006年4月6日、ニューヨーク・ニックスと契約したが、同年9月11日には放出された。
ウドカは地元ポートランドに戻り、新たな契約を得るために自主練習を行っていた。場所柄、ポートランド・トレイルブレイザーズの選手たちと練習を共にしていたが、10月に入って各チームのキャンプが始まっても契約が得られない状態が続いていた。折しも、ブレイザーズのアーロン・マイルズが健康診断に引っかかり、チームのロスター枠が1つ空いたところでブレイザーズの選手たちがウドカをキャンプに呼ぶように進言した。キャンプ中に父の死などの不幸に見舞われたが、ウドカはコーチ陣を唸らせる活躍を見せ、見事に開幕ロスターに残った。更には開幕戦から先発スモールフォワードの座をも勝ち取り、結局その年は75試合に全て先発で出場、平均出場時間28.6分で8.4得点、3.7リバウンド、0.9スティールの成績を残した。このシーズンに、NBA入りしたラマーカス・オルドリッジと共にプレーした経験が、後にFAとなったオルドリッジをサンアントニオ・スパーズに呼び込む大きな力となった。
2007年8月16日、サンアントニオ・スパーズと契約。推定2年200万ドルの契約であると見られている。スパーズではブルース・ボーエンの控えとしてプレイした。その後、サクラメント・キングス、ニュージャージ－・ネッツ、スペインリーグでプレーした後、2012年8月、サンアントニオ・スパーズに、アシスタントコーチとして加入した。
2019年6月、かつてのスパーズアシスタントコーチであったブレット・ブラウンヘッドコーチのもとでフィラデルフィア・セブンティシクサーズのアシスタントコーチを務めることが報じられた。
2021年6月28日、GMに鞍替えしたブラッド・スティーブンスの後任としてボストン・セルティックスのHC就任。プレイオフでは、プレイインから勝ち上がったブルックリン・ネッツ、前年覇者ミルウォーキー・バックス、2年前に敗れたマイアミ・ヒートを下し、チームを12年ぶりのNBAファイナルに導き、ゴールデンステイト・ウォリアーズに敗れたものの王者相手に2勝4敗と善戦するなど、就任初年度で手腕が発揮された。
しかし、球団の女性職員との不適切な関係が報じられ、セルティックスは2022年9月22日、1年間職務停止処分することが発表され、2022-23シーズン全試合出場停止することになった。
2023年4月25日、ヒューストン・ロケッツのHCに就任した。。

## プレイスタイル
体格には恵まれていないが、タフなディフェンスと、スリーポイントを得意としていた。スパーズでは長らく守備の要であったブルース・ボウエンの後継者として期待されていた。ナイジェリア代表チームではガードを務めるなどの器用さも合わせ持っていた。

## 個人成績

### NBAレギュラーシーズン
| シーズン | チーム | GP  | GS | MPG  | FG%  | 3P%  | FT%  | RPG | APG | SPG | BPG | TO   | PPG |
| -------- | ------ | --- | -- | ---- | ---- | ---- | ---- | --- | --- | --- | --- | ---- | --- |
| 2003–04  | LAL    | 4   | 0  | 7.0  | .333 | .000 | .500 | 1.3 | .5  | .5  | .2  | 0.75 | 2.0 |
| 2005–06  | NYK    | 8   | 0  | 14.3 | .375 | .333 | .500 | 2.1 | .8  | .1  | .0  | 0.25 | 2.8 |
| 2006–07  | POR    | 75  | 75 | 28.6 | .461 | .406 | .742 | 3.7 | 1.5 | .9  | .2  | 0.97 | 8.4 |
| 2007–08  | SAS    | 73  | 0  | 18.0 | .424 | .370 | .759 | 3.1 | .9  | .8  | .2  | 0.79 | 5.8 |
| 2008–09  | SAS    | 67  | 3  | 15.4 | .383 | .328 | .609 | 2.8 | .8  | .5  | .2  | 0.57 | 4.3 |
| Career   |        | 227 | 78 | 20.4 | .428 | .374 | .704 | 3.2 | 1.0 | .7  | .2  | 0.77 | 6.0 |

### NBAプレーオフ
| シーズン | チーム | GP | GS | MPG  | FG%  | 3P%  | FT%  | RPG | APG | SPG | BPG | TO   | PPG |
| -------- | ------ | -- | -- | ---- | ---- | ---- | ---- | --- | --- | --- | --- | ---- | --- |
| 2007–08  | SAS    | 16 | 0  | 14.8 | .465 | .400 | .714 | 2.9 | 1.1 | .7  | .1  | 0.69 | 5.4 |
| 2008–09  | SAS    | 5  | 0  | 20.8 | .350 | .125 | .400 | 4.6 | .8  | .8  | .2  | 0.40 | 3.4 |
| Career   |        | 21 | 0  | 16.2 | .440 | .354 | .583 | 3.3 | 1.0 | .7  | .1  | 0.62 | 3.4 |

## その他
父がナイジェリア出身であることからナイジェリア国籍を持ち、日本で開かれた2006年バスケットボール世界選手権ではナイジェリア代表チームに選出された。母ムフォン・ウドカはWNBAの元選手。